# Takashi Nagai
Takashi Nagai (en japonés "永井 隆", 3 de febrero de 1908, Matsue-1 de mayo de 1951, Nagasaki) fue un médico japonés católico especializado en radiología, sobreviviente de los bombardeos atómicos de Hiroshima y Nagasaki. Converso al cristianismo, escribió varios libros, de los cuales, algunos tratan su experiencia como sobreviviente, mientras que otros tratan sobre sus estudios científicos.

## Biografía
Takashi Nagai nació el 3 de febrero de 1908 después de un parto difícil que puso en riesgo su vida y la de su madre. Su padre, Noboru Nagai, conocía la medicina occidental; su abuelo paterno, Fumitaka Nagai, practicaba la medicina tradicional a base de hierbas. Su madre, Tsune, era descendiente de una antigua familia de tradición samurái. En japonés, Takashi significa "nobleza".
Nagai creció en la zona rural de Mitoya, criado según las enseñanzas de Confucio y de la religión sintoísta, como aun fue común en el campo hasta entrado el siglo XX. En 1920, comenzó sus estudios secundarios en Matsue, viviendo con sus primos en su casa cercana. Allí Nagai fue influido por el ateísmo que predominaba entre los profesores que enseñaban en las clases la ciencia occidental y el espíritu materialista.
En abril de 1928, entró al Colegio Médico de Nagasaki, y fue en esa institución, situada a 500 metros de la Catedral de Urakami, donde Takashi comenzó sus estudios de educación superior y comenzó su búsqueda espiritual que finalmente lo llevó a convertirse del ateísmo al cristianismo católico, volviendo a creer en la existencia del alma. Allí formó parte de un grupo de poetas y del equipo universitario de baloncesto (medía 1,71 m y pesaba 70 kg).
En 1930, una carta de su padre le anunció que su madre estaba enferma, víctima de una hemorragia cerebral que le impedía hablar a pesar de estar consciente. El joven Takashi fue a visitar a su madre quien murió poco después, el 29 de marzo del mismo año. En esa época, uno de sus profesores lo introdujo a la obra de Blaise Pascal, y Takashi fue influido por la obra "Pensées".
Para 1931, había leído a Pascal y estaba interesado en aspectos de la vida cristiana y la oración. Nagai se interesó por el cristianismo al alojarse con la familia Moriyama, que eran desde siete generaciones atrás los líderes hereditarios de los Kakure Kirishitan, los cristianos "clandestinos" de Japón, en el barrio de Urakami. 
Sadakichi Moriyama vivía con su esposa. Su única hija, Midori, era maestra de escuela primaria en una ciudad cercana. Takashi se enteró por ellos que la construcción de la catedral fue financiada por los campesinos y pescadores cristianos pobres.
En 1932, pasó sus exámenes y se graduó, suponiéndose que debía pronunciar un discurso durante la ceremonia. Sin embargo, cinco días antes se emborrachó en una fiesta de despedida estudiantil y llegó a casa empapado por la lluvia. Durmió sin secarse y al despertar por la mañana descubrió que había desarrollado una enfermedad en la oreja derecha (signos de meningitis), que lo dejó deprimido y parcialmente sordo. No pudo ejercer la medicina y aceptó dedicarse a la investigación en radiología. Descubrió que las normas de seguridad se aplicaban mal, lo que llevaba a una alta tasa de víctimas de la exposición a la radiación entre los profesionales del campo.
En la noche del 24 de diciembre Midori Moriyama lo invitó a participar en la Misa del Gallo. En la catedral llena, Takashi quedó impresionado por la gente en oración, sus cantos, su fe y el sermón. Más tarde diría: "Sentí a alguien cercano a mí, a quien todavía no conocía". A la noche siguiente, Midori sufrió una apendicitis aguda. Takashi hizo un diagnóstico rápido, llamó por teléfono al cirujano del hospital y llevó a Midori a su espalda, a través de la nieve. La operación fue exitosa; Midori sobrevivió.
En enero de 1933, Takashi comenzó su servicio militar. Antes de partir para Manchuria, hizo su entrenamiento en Hiroshima durante el cual recibió un paquete para él: era de Midori, que le ofrecía guantes y un catecismo católico. Durante este período en Manchuria, Takashi se hizo cargo de los heridos y de los servicios sanitarios. Su fe en la cultura japonesa vaciló al ver las exacciones y la brutalidad de los soldados japoneses contra la población civil china. A su regreso, continuó sus lecturas del catecismo, la Biblia, y los Pensamientos de Blaise Pascal, y se reunió con un sacerdote, el Padre Matsusaburo Moriyama. Midori continuaba orando por él. Con el tiempo, su progreso dio un giro decisivo cuando meditó sobre las palabras de Blaise Pascal: "Hay suficiente luz para quienes sólo desean ver, y suficiente oscuridad para los que tienen una disposición contraria".
El 9 de junio de 1934, recibió el bautismo en la fe católica y eligió el nombre de pila de Pablo. Luego le pide la mano a Midori en matrimonio y ella aceptó. En agosto de 1934, un miércoles, a las 7 de la mañana, durante la misa usual en la catedral de Urakami, se celebró la boda de Pablo Takashi Nagai y María Midori Moriyama en presencia del sacerdote y dos testigos. De su unión nacieron cuatro hijos: un varón, Makoto (3 de abril de 1935-4 de abril de 2001) y tres hijas, Ikuko (7 de julio de 1937-1939), Sasano que murió poco después de su nacimiento y Kayano (1941-2008).
Takashi recibido el sacramento de la confirmación en diciembre de 1934. Midori fue presidenta de la asociación de mujeres del distrito de Urakami. Takashi se convirtió en miembro de la Sociedad de San Vicente de Paúl (SSVDP), descubrió a su fundador y sus escritos (Frédéric Ozanam), y visitó a sus pacientes y a los pobres, a los que llevó asistencia, consuelo y alimento.
De 1931 a 1936, el hermano Maximiliano Kolbe residió en un suburbio de Nagasaki, donde comenzó un monasterio. Takashi se reunió con él en varias ocasiones. El día después del nacimiento de su hija Ikuko, se declaró la guerra entre Japón y China. Takashi fue movilizado como cirujano al servicio de la 5 ª división. Sufrió los rigores del invierno en China, pero también la vista de las dificultades de todas las víctimas de la guerra (civiles y soldados, chinos y japoneses). En 1939, recibió por correo las noticias de la muerte de su padre (el 4 de febrero) y la de su hija Ikuko. Permaneció en China hasta 1940. A su regreso, continuó sus investigaciones y sus cursos en la universidad.
Después de que Japón declarara la guerra a los Estados Unidos, el 8 de diciembre de 1941, Nagai tuvo un presentimiento sombrío: su ciudad podría ser destruida durante la guerra. Obtuvo su doctorado en 1944. El 26 de abril de 1945, un ataque aéreo sobre Nagasaki dejó numerosas víctimas. El hospital estaba saturado. Takashi pasaba los días y las noches atendiendo a los heridos en su departamento de radiología. En junio de 1945, fue diagnosticado con leucemia y le dieron una esperanza de vida de dos o tres años. Esta enfermedad fue probablemente debida a su exposición a los rayos X durante las exploraciones radiológicas que realizaba por observación directa, ya que las películas protectoras no estaban disponibles debido a la carestía de la guerra. Habló con Midori y Makoto de su enfermedad. Con su fe en Dios, permanecieron unidos a vivir lo que aconteciera.
En la noche del 6 de agosto, el doctor Nagai se enteró de que una bomba atómica había sido lanzada por los estadounidenses sobre Hiroshima. Con Midori, decidió llevar a sus hijos a Matsuyama, a 6 km de distancia, en el campo, acompañados por la madre de Midori. En la mañana del 8 de agosto, bajo la mirada sonriente de Midori, Takashi se fue a su trabajo y turno de noche en el hospital. Olvidó su almuerzo, así que volvió a casa inesperadamente y sorprendió a Midori llorando. 
El 9 de agosto de 1945, a las 11:02 a. m., la segunda bomba atómica lanzada por los estadounidenses en Japón golpeó Nagasaki. En el momento de la explosión atómica, el Dr. Nagai estaba en su puesto trabajando en el departamento de radiología del Hospital Universitario de Nagasaki. Recibió una herida grave que le cortó la arteria temporal derecha, pero se unió al resto del personal médico superviviente dedicándose a tratar a las víctimas de la bomba atómica, y más tarde escribió un informe médico de 100 páginas sobre sus observaciones.
El 11 de agosto, Takashi Nagai encontró su casa arrasada y, entre un montón de cenizas, unos huesos carbonizados: Midori y su rosario cerca de ella. Pablo Takashi Nagai la inscribió con su apellido de casada en la cruz sobre su tumba: "Marina Nagai Midori, murió el 9 de agosto de 1945, a los 37 años" (Marina es un diminutivo de María).
El 8 de septiembre de 1945, Takashi Nagai se encontró que estaba seriamente afectado por la herida en la cabeza. Fue confinado en cama durante un mes, con la muerte pareciendo cercana. Regresó al distrito de Urakami (el hipocentro de la bomba) el 15 de octubre de 1945 y construyó una pequeña choza con pedazos de su antigua casa y la llamó "Nyokodo" (如 己 堂, Nyoko-do to, literalmente, "Sala como tú mismo", en honor de las palabras de Jesús "ama a tu prójimo como a ti mismo"). Se quedó allí con sus dos hijos sobrevivientes (Makoto y Kayano), su suegra y otros dos familiares. Esta cabaña medía un tatami, y fue construida para él en 1947 por un carpintero relacionado con la familia Moriyama. Cuando el local de la Sociedad de San Vicente de Paúl (SSVDP) se ofreció a construir otra casa, amplió un poco la cabaña existente para dar cabida a su hermano y la familia de su hermano, y para construir una estructura sencilla de dos tatami al estilo de una casa de té para él. La cabaña recordaba a una pequeña ermita y pasó sus últimos años allí, en la oración y la contemplación. 
Durante seis meses, observó el duelo por Midori y se dejó crecer la barba y cabello. El 23 de noviembre de 1945, se celebró una misa, frente a las ruinas de la catedral, en memoria de las víctimas de la bomba. Takashi pronunció un discurso lleno de fe, comparando a las víctimas con una ofrenda sagrada para obtener la paz. En los años siguientes, Nagai reanudó la enseñanza y también comenzó a escribir una serie de libros. El primero de ellos, Las campanas de Nagasaki, fue completado por el primer aniversario del ataque, aunque no pudo encontrar un editor al principio, con el tiempo se convirtió en un best-seller y la base para una película taquillera en Japón. En julio de 1946, se desplomó en el andén de una estación. Ahora discapacitado, desde entonces estuvo confinado en la cama.
En 1948, utilizó ¥ 50.000 pagados por el "Kyushu Times" para plantar 1.000 cerezos de tres años, en el distrito de Urakami para transformar la tierra devastada en un "Cerro de flores". A pesar de que algunos han sido sustituidos, estos cerezos se siguen llamando "Nagai Senbonzakura" (1.000 cerezos de Nagai) y sus flores adornan las casas de Urakami en primavera.
El 3 de diciembre de 1949, fue nombrado hombre libre de la ciudad de Nagasaki, a pesar de las protestas debido a su fe católica. Recibió la visita de Helen Keller. También fue visitado en 1949 por el emperador Hirohito y el cardenal Gilroy, emisario del Papa.
El 1 de mayo de 1951, pidió ser transportado a la universidad para que los estudiantes de medicina pudieran observar los últimos momentos de un hombre que se preparaba a morir de leucemia. Murió poco después de su llegada, a las 21:30 p. m. Tenía 43 años. El 3 de mayo, 20.000 personas asistieron a su funeral frente a la catedral. La ciudad de Nagasaki guardó un minuto de silencio mientras las campanas de todas las construcciones religiosas sonaron. El 14 de mayo, una ceremonia oficial tuvo lugar en memoria del doctor Nagai y sus restos fueron enterrados en el cementerio internacional de Sakamoto.
Dejó tras de sí una voluminosa producción de ensayos, memorias, dibujos y caligrafía sobre variados temas incluyendo Dios, la guerra, la muerte, la medicina y la orfandad. Estos disfrutaron de un gran número de lectores durante la ocupación americana de Japón (1945-1952), vistos como crónicas espirituales de la experiencia de la bomba atómica.
Su "Nyokodo", con la adición de una biblioteca, se convirtió en museo en 1952: el "Nagasaki City Takashi Nagai Memorial Museum". Después de la restauración en 2000, fue administrado por su nieto Tokusaburo Nagai, hijo de Makoto Nagai.

## Escritos
Los libros de Nagai han sido traducidos a numerosos idiomas, incluyendo el chino, coreano, francés, inglés y alemán. Sólo tres de sus obras literarias se encuentran disponibles en inglés: Nosotros, los de Nagasaki, una recopilación de testimonios de las víctimas de la bomba atómica editado por Nagai, Las campanas de Nagasaki (trad. William Johnston), y Dejar a mis hijos queridos atrás (trad. Maurice M . Tatsuoka y Takai Tsuneyoshi). Sus obras fueron reeditadas más recientemente en nuevas ediciones japonesas por Paulist Press.
No era un pacifista sin matices. Cuenta en Leaving Las Children Behind, "Todo lo que la gente puede decir, la guerra me obligó a emprender penalidades junto con todo el resto de la gente .... Con mucho gusto las llevó por el bien de mi país". [Cita requerida]
Gran parte de la escritura de Nagai es espiritual, reflexiones cristianas sobre la experiencia (o, con la misma frecuencia, imaginando la experiencia futura) de sí mismo y los que le rodean, especialmente sus hijos, en las postrimerías de la guerra. Sus meditaciones intensamente personales a menudo se dirigen a sus hijos, o a Dios, y resuelve sus propios problemas espirituales en la página mientras escribe en una prosa visceral y sin censura. Escritos más técnicos de Nagai, Rescue Atomic Bomb and The Relief Report (Nagasaki Idai Genshi Bakudan kyuugo houkoku), fueron descubiertos en 1970.
En agosto de 2010, la película de la productora Major Oak Entertainment Ltd anunció un largometraje en preparación sobre la vida del Dr. Nagai, basado en sus escritos. Bajo el título provisional de "All That Remains", la película fue dirigida por Ian y Dominic Higgins. Su estreno tuvo lugar en 2016.

## Filmografía
'Nagasaki no Kane basada en su libro Las campanas de Nagasaki (Hideo Oba, 1950) Masao Wakahara, Yumeji Tsukioka, Keiko Tsushima.
DVD Zona 2, " Los Niños de Nagasaki ", De Keisuke Kinoshita, Palo.

## Lazos externos
- Museo de la memoria (recuerdo), en inglés y en japonés
- Vie de Takashi Nagai, en inglés
- Document, en francés
- Emisión de Radiovaticano (enlace roto disponible en Internet Archive; véase el historial, la primera versión y la última).
- Palabras(Voces) de Takashi Nagai en el momento de la misa de funerales del 23 de noviembre de 1945, en inglés
- Carta de la abadía de Claraval

- Datos: Q1337364
- Multimedia: Takashi Nagai (radiologist) / Q1337364